# Rejon pojeski
Rejon pojeski (lit. Pagėgių savivaldybė) – rejon w zachodniej Litwie.